# Landtagswahlkreis Stuttgart I
Der Wahlkreis Stuttgart I (Wahlkreis 01) ist ein Landtagswahlkreis in Baden-Württemberg. Er umfasste bei der Landtagswahl 2011 die Stadtbezirke Stuttgart-Mitte, Stuttgart-Nord, Stuttgart-Süd, Stuttgart-West und die Stadtteile Gänsheide und Uhlandshöhe des Stadtbezirks Stuttgart-Ost im Stadtkreis Stuttgart. Wahlberechtigt waren 94.347 Einwohner.
Die Grenzen der Landtagswahlkreise wurden nach der Kreisgebietsreform von 1973 zur Landtagswahl 1976 grundlegend neu zugeschnitten und seitdem nur punktuell geändert. Die vier Stuttgarter Wahlkreise blieben in diesem Zeitraum bis zur Landtagswahl 2006 unverändert. Zur Landtagswahl 2011 wurden jedoch erstmals Veränderungen im Wahlkreiszuschnitt vorgenommen. Ziel dabei war, die Größe der vier Stuttgarter Wahlkreise weitgehend anzugleichen. Deswegen wurden zur Landtagswahl 2011 auch einzelne Stadtbezirke zwischen verschiedenen Wahlkreisen aufgeteilt. Der Wahlkreis Stuttgart I wurde dabei um die Stadtteile Gänsheide und Uhlandshöhe aus dem ansonsten zum Wahlkreis Stuttgart IV gehörenden Stadtbezirk Stuttgart-Ost vergrößert.

## Wahl 2021
Die Landtagswahl 2021 hatte folgendes Ergebnis:
| Direktkandidat       | Partei         | Stimmen in % | Landtagswahl 2016 Stimmen in % |
| -------------------- | -------------- | ------------ | ------------------------------ |
| Muhterem Aras        | Grüne          | 44,8         | 42,4                           |
| Ruth Schagemann      | CDU            | 17,9         | 18,9                           |
| Steffen Degler       | AfD            | 3,3          | 7,0                            |
| Sascha Meßmer        | SPD            | 9,4          | 10,7                           |
| Johanna Molitor      | FDP            | 10,1         | 9,7                            |
| Filipo Capezzone     | Die Linke      | 7,5          | 7,3                            |
| Iris Baur            | ÖDP            | 0,4          | 0,4                            |
| Oliver Burkardsmaier | Piratenpartei  | 0,8          | 1,3                            |
| Ina Schumann         | Die PARTEI     | 1,7          | 0,7                            |
| Markus Mangold       | Freie Wähler   | 0,9          | –                              |
| Jonathan Heckert     | KlimalisteBW   | 1,1          | –                              |
| Christoph Hueck      | WiR2020        | 0,7          | –                              |
| Moritz Klug          | Volt           | 1,3          | –                              |
| Vasim Barkavi        | Einzelbewerber | 0,0          | –                              |

## Wahl 2016
Die Landtagswahl 2016 hatte folgendes Ergebnis:
| Direktkandidat       | Partei           | Stimmen in % | Landtagswahl 2011 Stimmen in % |
| -------------------- | ---------------- | ------------ | ------------------------------ |
| Muhterem Aras        | Grüne            | 42,4         | 42,5                           |
| Donate Kluxen-Pyta   | CDU              | 18,9         | 26,9                           |
| Stefanie Brum        | SPD              | 10,7         | 17,5                           |
| Michael Conz         | FDP              | 09,7         | 06,1                           |
| Hannes Rockenbauch   | Die Linke        | 07,3         | 03,4                           |
| Alexander Beresowski | AfD              | 07,0         | –                              |
| Michael Knödler      | PIRATEN          | 01,3         | 02,0                           |
| Knud Wetzel          | Die PARTEI       | 00,7         | –                              |
| Roland Schmid        | ALFA             | 00,5         | –                              |
| Maren Simko-Zoffer   | Tierschutzpartei | 00,7         | –                              |
| Ulrich Neuer         | ödp              | 00,4         | 00,5                           |
| Winfried Hantschel   | REP              | 00,1         | 00,5                           |
| Hubertus Mohs        | BüSo             | 00,0         | 00,2                           |

## Wahl 2011
Die Landtagswahl 2011 hatte folgendes Ergebnis:
| Direktkandidat     | Partei        | Stimmen in % | Landtagswahl 2006 Stimmen in % |
| ------------------ | ------------- | ------------ | ------------------------------ |
| Muhterem Aras      | Grüne         | 42,5         | 23,9                           |
| Andrea Krueger     | CDU           | 26,9         | 31,8                           |
| Dejan Perc         | SPD           | 17,5         | 24,9                           |
| Armin Serwani      | FDP           | 06,1         | 11,9                           |
| Christoph Ozasek   | Die Linke     | 03,4         | WASG: 3,7                      |
| Stefan Urbat       | PIRATEN       | 02,0         | –                              |
| Frank Torweger     | REP           | 00,5         | 01,5                           |
| Harald Beck        | ödp           | 00,5         | 00,3                           |
| Jürgen Schützinger | NPD           | 00,3         | 00,0                           |
| Uwe Herthneck      | Die Violetten | 00,2         | –                              |
| Hubertus Mohs      | BüSo          | 00,2         | –                              |
| –                  | Sonstige      | 00,1         | 02,0                           |

## Abgeordnete seit 1976
Bei den Landtagswahlen in Baden-Württemberg hat jeder Wähler nur eine Stimme, mit der sowohl der Direktkandidat als auch die Gesamtzahl der Sitze einer Partei im Landtag ermittelt werden. Dabei gibt es keine Landes- oder Bezirkslisten, stattdessen werden zur Herstellung des Verhältnisausgleichs unterlegenen Wahlkreisbewerbern Zweitmandate zugeteilt. Bis zur Wahl 2006 wurden diese Mandate nach absoluter Stimmenzahl auf Ebene der Regierungsbezirke zugeteilt; seit der Wahl 2011 erfolgt die Zuteilung nach den relativen Stimmenanteilen.
Den Wahlkreis Stuttgart I vertraten seit 1976 folgende Abgeordnete im Landtag:
| Partei | Art des Mandats | Gewählte                                                                                       |
| ------ | --------------- | ---------------------------------------------------------------------------------------------- |
| CDU    | Erstmandat      | Peter Wetter 1976, 1980, 1984, 1988 Claudia Hübner 1992 Eva Stanienda 1996 Andrea Krueger 2006 |
| Grüne  | Erstmandat      | Muhterem Aras 2011, 2016, 2021                                                                 |
| Grüne  | Zweitmandat     | Rezzo Schlauch 1984 Birgitt Bender 1988, 1992, 1996 Brigitte Lösch 2001, 2006                  |
| SPD    | Erstmandat      | Rolf Gaßmann 2001                                                                              |
| SPD    | Zweitmandat     | Michael Sexauer 1976, 1980 Rolf Gaßmann 1992                                                   |
| FDP    | Zweitmandat     | Ingrid Walz 1976, 1980                                                                         |